# Saturn Award für den besten Fantasyfilm
Folgende Filme haben den Saturn Award für den besten Fantasyfilm gewonnen:
| Jahr | Film                                                           | Weitere Nominierungen |
| ---- | -------------------------------------------------------------- | --- |
| 1975 | Sindbads gefährliche Abenteuer                                 | keine weiteren Nominierungen |
| 1976 | Doc Savage – Der Mann aus Bronze                               | keine weiteren Nominierungen |
| 1977 | Abgetaucht                                                     | Der sechste Kontinent Der blaue Vogel Bugsy Malone Kein Koks für Sherlock Holmes |
| 1978 | Oh Gott …                                                      | Elliot, das Schmunzelmonster Sindbad und das Auge des Tigers Cinderellas silberner Schuh Die Welt in 10 Millionen Jahren                                                                              |
| 1979 | Der Himmel soll warten                                         | Der Herr der Ringe La Merveilleuse Visite Watership Down The Wiz – Das zauberhafte Land |
| 1980 | Muppet Movie                                                   | Adele hat noch nicht zu Abend gegessen Im Banne des Kalifen Die letzte Flut Nutcracker Fantasy |
| 1981 | Ein tödlicher Traum                                            | Die blaue Lagune The Ninth Configuration Tracy trifft den lieben Gott Popeye – Der Seemann mit dem harten Schlag                                                                                      |
| 1982 | Jäger des verlorenen Schatzes                                  | Kampf der Titanen Der Drachentöter Excalibur Cap und Capper |
| 1983 | Der dunkle Kristall                                            | Conan der Barbar Mrs. Brisby und das Geheimnis von NIMH Talon im Kampf gegen das Imperium Der Typ mit dem irren Blick                                                                                 |
| 1984 | Das Böse kommt auf leisen Sohlen                               | Höllenjagd bis ans Ende der Welt Krull Sag niemals nie James Bond 007 – Octopussy |
| 1985 | Ghostbusters – Die Geisterjäger                                | Greystoke – Die Legende von Tarzan, Herr der Affen Indiana Jones und der Tempel des Todes Splash – Eine Jungfrau am Haken Die unendliche Geschichte                                                   |
| 1986 | Der Tag des Falken                                             | The Purple Rose of Cairo Remo – unbewaffnet und gefährlich Oz – Eine fantastische Welt Das Geheimnis des verborgenen Tempels                                                                          |
| 1987 | Der Knabe, der fliegen konnte                                  | Feivel, der Mauswanderer Crocodile Dundee – Ein Krokodil zum Küssen Auf der Suche nach dem goldenen Kind Die Reise ins Labyrinth                                                                      |
| 1988 | Die Braut des Prinzen                                          | Das Wunder in der 8. Straße Verabredung mit einem Engel Bigfoot und die Hendersons James Bond 007 – Der Hauch des Todes Die Hexen von Eastwick                                                        |
| 1990 | Falsches Spiel mit Roger Rabbit                                | Big In einem Land vor unserer Zeit Die Geister, die ich rief … Willow Genie und Schnauze |
| 1991 | Ghost – Nachricht von Sam                                      | Die Abenteuer des Baron Münchhausen Always – Der Feuerengel von Montana Batman Dick Tracy Feld der Träume Gremlins 2 – Die Rückkehr der kleinen Monster Indiana Jones und der letzte Kreuzzug Turtles |
| 1992 | Edward mit den Scherenhänden                                   | Rendezvous im Jenseits König der Fischer Teen Agent – Wenn Blicke töten könnten Robin Hood – König der Diebe Warlock – Satans Sohn                                                                    |
| 1993 | Aladdin                                                        | Addams Family Batmans Rückkehr Die Schöne und das Biest Der Tod steht ihr gut Hook Toys |
| 1994 | Nightmare Before Christmas                                     | Die Addams Family in verrückter Tradition Und täglich grüßt das Murmeltier 4 himmlische Freunde Hocus Pocus Last Action Hero Der Durchstarter                                                         |
| 1995 | Forrest Gump                                                   | Angels – Engel gibt es wirklich! Ed Wood Flintstones – Die Familie Feuerstein Der König der Löwen Die Maske Santa Clause – Eine schöne Bescherung                                                     |
| 1996 | Ein Schweinchen namens Babe                                    | Batman Forever Casper Fluke Der Indianer im Küchenschrank Jumanji Toy Story |
| 1997 | Dragonheart                                                    | Die Legende von Pinocchio Der Glöckner von Notre Dame James und der Riesenpfirsich Der verrückte Professor Phenomenon – Das Unmögliche wird wahr                                                      |
| 1998 | Austin Powers – Das Schärfste, was Ihre Majestät zu bieten hat | Batman & Robin George – Der aus dem Dschungel kam Hercules Vergessene Welt: Jurassic Park Mäusejagd                                                                                                   |
| 1999 | Die Truman Show                                                | Schweinchen Babe in der großen Stadt Das große Krabbeln Stadt der Engel Godzilla Pleasantville – Zu schön, um wahr zu sein                                                                            |
| 2000 | Being John Malkovich                                           | Austin Powers – Spion in geheimer Missionarsstellung Die Mumie Stuart Little Tarzan Toy Story 2 |
| 2001 | Frequency                                                      | Chicken Run – Hennen rennen Dinosaurier Family Man Der Grinch Was Frauen wollen |
| 2002 | Der Herr der Ringe: Die Gefährten                              | Harry Potter und der Stein der Weisen Die Monster AG Die Mumie kehrt zurück Shrek – Der tollkühne Held Spy Kids                                                                                       |
| 2003 | Der Herr der Ringe: Die zwei Türme                             | Harry Potter und die Kammer des Schreckens Die Herrschaft des Feuers Santa Clause 2 – Eine noch schönere Bescherung The Scorpion King Spider-Man                                                      |
| 2004 | Der Herr der Ringe: Die Rückkehr des Königs                    | Big Fish Freaky Friday – Ein voll verrückter Freitag Die Liga der außergewöhnlichen Gentlemen Peter Pan Fluch der Karibik                                                                             |
| 2005 | Spider-Man 2                                                   | Birth Harry Potter und der Gefangene von Askaban Hellboy Lemony Snicket – Rätselhafte Ereignisse House of Flying Daggers                                                                              |
| 2006 | Batman Begins                                                  | Charlie und die Schokoladenfabrik Die Chroniken von Narnia: Der König von Narnia Harry Potter und der Feuerkelch King Kong Zathura – Ein Abenteuer im Weltraum                                        |
| 2007 | Superman Returns                                               | Schweinchen Wilbur und seine Freunde Eragon – Das Vermächtnis der Drachenreiter Nachts im Museum Pirates of the Caribbean – Fluch der Karibik 2 Schräger als Fiktion                                  |
| 2008 | Verwünscht                                                     | Der Goldene Kompass Harry Potter und der Orden des Phönix Pirates of the Caribbean – Am Ende der Welt Spider-Man 3 Der Sternwanderer                                                                  |
| 2009 | Der seltsame Fall des Benjamin Button                          | Die Chroniken von Narnia: Prinz Kaspian von Narnia Hancock Die Geheimnisse der Spiderwicks Twilight – Bis(s) zum Morgengrauen Wanted                                                                  |
| 2010 | Watchmen – Die Wächter                                         | Harry Potter und der Halbblutprinz In meinem Himmel Die Frau des Zeitreisenden Wo die wilden Kerle wohnen                                                                                             |
| 2011 | Alice im Wunderland                                            | Die Chroniken von Narnia: Die Reise auf der Morgenröte Eclipse – Biss zum Abendrot Kampf der Titanen Harry Potter und die Heiligtümer des Todes – Teil 1 Scott Pilgrim gegen den Rest der Welt        |
| 2012 | Harry Potter und die Heiligtümer des Todes – Teil 2            | Thor Krieg der Götter Hugo Cabret Die Muppets Midnight in Paris |
| 2013 | Life of Pi: Schiffbruch mit Tiger                              | The Amazing Spider-Man Der Hobbit: Eine unerwartete Reise Ruby Sparks – Meine fabelhafte Freundin Snow White and the Huntsman Ted                                                                     |
| 2014 | Her                                                            | Alles eine Frage der Zeit Der Hobbit: Smaugs Einöde Jack and the Giants Die fantastische Welt von Oz Das erstaunliche Leben des Walter Mitty                                                          |
| 2015 | Der Hobbit: Die Schlacht der Fünf Heere                        | Birdman oder (Die unverhoffte Macht der Ahnungslosigkeit) Grand Budapest Hotel Into the Woods Maleficent – Die dunkle Fee Paddington                                                                  |
| 2016 | Cinderella                                                     | Für immer Adaline Baahubali: The Beginning Gänsehaut Die Tribute von Panem – Mockingjay Teil 2 Ted 2                                                                                                  |
| 2017 | The Jungle Book                                                | BFG – Big Friendly Giant Elliot, der Drache Ghostbusters Die Insel der besonderen Kinder Phantastische Tierwesen und wo sie zu finden sind Sieben Minuten nach Mitternacht                            |
| 2018 | Shape of Water – Das Flüstern des Wassers                      | Die Schöne und das Biest Downsizing Jumanji: Willkommen im Dschungel Kong: Skull Island Paddington 2                                                                                                  |
| 2019 | A Toy Story: Alles hört auf kein Kommando                      | Aladdin Dumbo Phantastische Tierwesen: Grindelwalds Verbrechen Godzilla II: King of the Monsters Mary Poppins’ Rückkehr Yesterday                                                                     |
| 2021 | Once Upon a Time in Hollywood                                  | Bill & Ted retten das Universum Jumanji: The Next Level Der König der Löwen Maleficent: Mächte der Finsternis Sonic the Hedgehog Hexen hexen                                                          |
| 2022 | Everything Everywhere All at Once                              | Cruella Phantastische Tierwesen: Dumbledores Geheimnisse Ghostbusters: Legacy The Green Knight Massive Talent                                                                                         |
| 2024 | Indiana Jones und das Rad des Schicksals                       | Arielle, die Meerjungfrau Barbie Dungeons & Dragons: Ehre unter Dieben Geistervilla |
| 2025 | Beetlejuice Beetlejuice                                        | Ghostbusters: Frozen Empire Godzilla × Kong: The New Empire My Old Ass Poor Things Wonka |